# KRTAP9-9
KRTAP9-9 (англ. Keratin associated protein 9-9) – білок, який кодується однойменним геном, розташованим у людей на 17-й хромосомі. Довжина поліпептидного ланцюга білка становить 154 амінокислот, а молекулярна маса — 16 266.
| 10         |  | 20         |  | 30         |  | 40         |  | 50         |
| ---------- |  | ---------- |  | ---------- |  | ---------- |  | ---------- |
| MTHCCSPCCQ |  | PTCCRTTCCR |  | TTCWKPTTVT |  | TCSSTPCCQP |  | SCCVSSCCQP |
| CCRPACCQNT |  | CCRTTCCQPT |  | CLSSCCGQTS |  | CGSSCGQSSS |  | CAPVYCRRTC |
| YYPTTVCLPG |  | CLNQSCGSSC |  | CQPCCRPACC |  | ETTCCRTTCF |  | QPTCVSSCCQ |
| PSCC       |  |            |  |            |  |            |  |            |

A: Аланін

C: Цистеїн

E: Глутамінова кислота

F: Фенілаланін

G: Гліцин

H: Гістидин

K: Лізин

L: Лейцин

M: Метіонін

N: Аспарагін

P: Пролін

Q: Глутамін

R: Аргінін

S: Серин

T: Треонін

V: Валін

W: Триптофан

Ген наявний у представників підродини гомініни, зокрема в шимпанзе та людини. У людини білок наявний у шкірі.